# Dom Wydawniczy Rafael
Dom Wydawniczy „Rafael” – wydawnictwo założone 1 stycznia 2000 roku, z inicjatywy kilku dziennikarzy mediów katolickich. Właścicielami od początku powstania są Halina Marchut i Tomasz Balon-Mroczka. Prezesem wydawnictwa jest Jolanta Kozakiewicz.
Do 2020 roku Dom Wydawniczy „Rafael” opublikował około 2 tys. tytułów w łącznym nakładzie ponad 10 mln egzemplarzy. Patronem wydawnictwa jest św. Rafał Archanioł. Rafał po hebrajsku znaczy: Bóg uzdrawia – Bóg uleczy. Pismo Święte w Księdze Tobiasza przedstawia św. Rafała jako doradcę, towarzysza drogi i przewodnika Tobiasza.
Wśród autorów publikacji „Rafaela” są m.in. trzej ostatni papieże; Jan Paweł II, Benedykt XVI i Franciszek, a także wielu czołowych pisarzy katolickich i nie tylko: Peter Seewald, Dinesh D’Souza, Paul Kengor, George Pell, Fulton Sheen, Karen Kingsbury, Antonio Socci, Andrea Tornielli, Andreas English, Glauco Benigni, Karin Struck, Newt Gingrich, Teodor Sawielewicz, Robert Skrzypczak, Jarosław Szarek, Edward Staniek. Dom Wydawniczy „Rafael” wydaje około 70 nowych tytułów rocznie i mniej więcej tyle samo wznowień. Najbardziej znaczące bestsellery w historii to „Tajemnice Jana Pawła II” Antonio Socci’ego (300 tys. egz.), „Niebo istnieje naprawdę” Lynn Vincet (200 tys. egz.), kolekcja „Uczta Duchowa” (łącznie 500 tys. egz.), „Pismo Święte dla młodych” (100 tys. egz.), „Modlitewnik za wstawiennictwem św. Jana Pawła II” (500 tys. egz.), seria: „Kocham Polskę” (300 tys. egz.).
Częścią grupy „Rafael” jest Rafael Film. Początkowo wydawnictwo promowało i dystrybuowało na nośnikach VHS „Pasję” Mela Gibsona. W 2013 roku wydzielono w Domu Wydawniczym jednostkę, której zadaniem była produkcja i dystrybucja w kinach filmów z ewangelicznym przesłaniem. Tak powstał Rafael Film. Jego dyrektorem jest Przemysław Wręźlewicz.
Do 2022 roku Rafael Film wprowadził do polskich kin samodzielnie lub z partnerami około trzydziestu obrazów, które obejrzało kilka milionów widzów (m.in.: „Niebo istnieje... naprawdę”, „Bóg nie umarł”, „Mary’s Land. Ziemia Maryi”, „Jak Bóg da”, „Sprawa Chrystusa”, „Tajemnica Ojca Pio film”, „Najświętsze Serce”, „Fatima”). Największą widownię osiągnął film „Nieplanowane”, który wzbudził światopoglądową dyskusję, a w kinach obejrzało go blisko 400 tys. widzów. Rafael Film ściśle współpracuje ze Stowarzyszeniem „Rafael”, którego prezesem jest Andrzej Sobczyk. Głównym zadaniem Stowarzyszenia jest wspieranie produkcji kina z ewangelicznym przesłaniem. Dzięki tej współpracy wyprodukowano i wprowadzono do kin kilka pełnometrażowych produkcji; „Karolina”, „Bóg w Krakowie”, „Teraz i w godzinę śmierci”, „Gurgacz. Kapelan Wyklętych”, „Największy Dar”, „Opiekun”. W produkcjach firmowanych przez Rafael Film i Stowarzyszenie „Rafael” zagrali aktorzy, m.in.: Jerzy Trela, Anna Dymna, Rafał Zawierucha, Kamilla Baar, Radosław Pazura, Dorota Pomykała, Piotr Cyrwus, Karolina Chapko, Anna Radwan, Edward Lubaszenko. Filmy „Teraz i w godzinę śmierci” oraz „Największy Dar” miały dystrybucję kinową odpowiednio w kilkunastu i kilkudziesięciu krajach świata”.
Dom Wydawniczy „Rafael” jest także producentem słodyczy o nieprzypadkowej nazwie „Boguchwałki”. Inspiracją do ich powstania stały się słowa św. Pawła: „Czy jecie, czy pijecie, wszystko na chwałę Boga czyńcie”. Cytat ten znajduje się na opakowaniu „Boguchwałek”. Dom Wydawniczy „Rafael” jest twórcą miesięcznika „Dobre Nowiny”, a także księgarni internetowej gloria24.pl.